# The Enforcer (película de 1976)
Harry el Ejecutor (The Enforcer según su título original en inglés) es una película estadounidense de 1976, del género policíaco, dirigida por James Fargo. Protagonizada por Clint Eastwood, Tyne Daly, DeVeren Bookwalter, Harry Guardino, Bradford Dillman y John Mitchum en los papeles principales.
Es la tercera película de la serie con el inspector Harry Callahan en el papel principal.

## Argumento
Tres miembros de un grupo llamado The People's Revolutionary Strike Force, emboscan y asesinan a dos empleados de la compañía de gas y huyen en el vehículo de la compañía. Al mismo tiempo, el inspector Harry Callahan (Clint Eastwood) y su colega, Frank DiGiorgio (John Mitchum), son llamados para asistir en un asalto frustrado a una licorería, donde los delincuentes han tomado rehenes. 
Luego de evaluar la situación, Callahan decide estrellar a gran velocidad su patrulla en el local, ante la sorpresa de sus colegas, y ya dentro del recinto procede a eliminar con su revólver de alto calibre a todos los asaltantes. De regreso en el cuartel de policía, Harry Callahan es llamado por su superior, el capitán McKay (Bradford Dillman), que le da una reprimenda por su forma de actuar y lo trasfiere de la sección Homicidios a Personal. 
Al día siguiente, ya como funcionario del departamento de Personal, Callahan es llamado a formar parte de una comisión que seleccionará a los candidatos a inspectores dentro del cuerpo policíaco. Uno de los candidatos es una mujer policía, la inspectora Kate Moore (Tyne Daly), sin experiencia en misiones externas, pero con gran conocimiento del reglamento policial, que ha trabajado durante nueve años en el departamento de Personal. Luego de una rápida evaluación, Callahan la desaprueba como candidata, ya que opina que le falta experiencia en homicidios, arrestos, y situaciones violentas y peligrosas.
Esa noche, el grupo llamado The People's Revolutionary Strike Force, usando el vehículo de la compañía de gas, consigue engañar al guardia de una bodega de abastecimientos militares del Ejército de los Estados Unidos, y luego de asesinarlo entran al recinto para robar armamento, el cual tienen planeado utilizar para iniciar una campaña terrorista. 
El compañero de Callahan, el inspector DiGiorgio, que se encontraba patrullando las calles, nota que el guardia de la bodega no está en su puesto y que el portón está abierto. Decide entonces investigar, sorprendiendo al grupo en plena tarea de carga de armas al camión de la compañía de gas, pero es a su vez sorprendido por la espalda por el jefe de la pandilla, Bobby Maxwell (DeVeren Bookwalter), que lo apuñala, dejándolo herido de gravedad. DiGiorgio alcanza a disparar, hiriendo a una de las participantes de la banda. Maxwell decide no llevar consigo a la mujer herida y contra la opinión de otro de los miembros de la banda, la remata fríamente, para luego huir a toda velocidad. A la mañana siguiente, el estado de DiGiorgio empeora y comienza a agonizar, pide entonces hablar con Harry Callahan. Antes de morir, le alcanza a decir a su colega que el que lo había apuñalado, era un delincuente que había estado involucrado en varios casos años atrás y que tenía un apodo infantil, Jimmy, Bobby, o algo así. 
Callahan pierde a su colega y le es asignada en su lugar la inspectora Kate Moore, para disgusto de Callahan. Una bomba estalla en el edificio de la Corte de Justicia, y la nueva pareja de policías es asignada para investigar el caso. Encuentran un sospechoso y comienzan una persecución por las calles y los techos de la ciudad, pero el sospechoso logra huir. Investigando más a fondo, Callahan y Moore descubren que el sospechoso había pertenecido a un grupo militante afroamericano llamado Uhuru. 
Callahan se entrevista con el jefe del grupo, 'Big' Ed Mustapha (Albert Popwell), que acepta ayudarlo para liberar a su propia organización de sospechas. Callahan continúa sus pesquisas, pero su superior, el capitán McKay, es de otra opinión y ordena el arresto de los miembros de la organización Uhuru, acusados de actos de terrorismo. La ciudad desea condecorar, por lo que da como caso resuelto, al capitán McKay, a Callahan y a Moore en la oficina del alcalde de la ciudad (John Crawford), pero Callahan se rebela, y frente al alcalde y un grupo de periodistas manifiesta que el acusado, 'Big' Ed Mustapha, realmente es inocente. Indignado, el capitán McKay lo suspende de servicio y Callahan abandona furioso la alcaldía, acompañado de la inspectora Moore. Comienzan a recorrer las calles y Callahan comienza a descubrir los talentos de Moore.
La pandilla The People's Revolutionary Strike Force decide dar un golpe desesperado y embosca al alcalde Crawford, desviándolo de su ruta, para luego raptarlo y desaparecer con él. Un mensaje pidiendo un rescate de 5 millones de dólares llega a la alcaldía. Harry decide actuar y logra rastrear el escondite de la pandilla en las abandonadas instalaciones de la Prisión de Alcatraz. Acompañado de Moore, no tarda en estallar un tiroteo entre ellos y los delincuentes, muriendo todos, excepto Bobby Maxwell, que logra huir llevándose al alcalde como rehén. En un momento, Moore ve a Maxwell apuntando a Callahan y le grita advirtiéndole, pero llamando la atención sobre sí misma. Maxwell le dispara a ella y la deja herida de muerte, antes de seguir en su huida. Callahan finalmente lo alcanza, y tomando una de las armas robadas, un lanzacohetes M72 LAW, lo hace volar por los aires. El alcalde alcanza a huir de la explosión, salvando su vida. Callahan regresa donde yace Moore, parándose junto a su cadáver. Harry Callahan ha perdido un colega más.